# Марина ди Монтемарчано (Анкона)
Марина ди Монтемарчано је насеље у Италији у округу Анкона, региону Марке.
Према процени из 2011. у насељу је живело 4976 становника. Насеље се налази на надморској висини од 29 м.